# Phyllanthus nhatrangensis
Phyllanthus nhatrangensis är en emblikaväxtart som beskrevs av Lucien Beille. Phyllanthus nhatrangensis ingår i släktet Phyllanthus och familjen emblikaväxter. Inga underarter finns listade i Catalogue of Life.